# Filip Kochański
Filip Kochański h. Lubicz (ur. 20 kwietnia 1875 w Wyżnicy, zm. we wrześniu 1936 w Gdańsku) – pułkownik dyplomowany kawalerii Wojska Polskiego.

## Życiorys
Urodził się 20 kwietnia 1875, w rodzinie Antoniego i Marii Sabiny z Teodorowiczów (1848–1935). W 1897 ukończył Terezjańską Akademię Wojskową i został oficerem zawodowym kawalerii c. i k. armii. W 1908 mianowany rotmistrzem Sztabu Generalnego. W 1910 służył w Tarnowie. W 1912 był dowódcą 6 szwadronu w Pułku Ułanów Nr 6. W latach 1912–1913 wziął udział w mobilizacji sił zbrojnych Monarchii Austro-Węgierskiej, wprowadzonej w związku z wojną na Bałkanach.
Podczas I wojny światowej został przydzielony do Legionów Polskich 26 września 1915. Był szefem sztabu III Brygady, później od 4 maja 1916 szefem sztabu Komendy Legionów Polskich. Na stopień majora został awansowany ze starszeństwem z 1 października 1916 w korpusie oficerów kawalerii. Od stycznia 1917 ponownie służył w armii austriackiej. Jego oddziałem macierzystym był Pułk Ułanów Nr 6. Został wzięty do niewoli przez wojska rosyjskie 19 maja 1917, a w marcu 1918 oswobodził się z obozu pod Piotrogrodem. Wówczas ponownie wstąpił do 4 pułku ułanów. Trafił do niewoli na froncie włoskim 3 listopada 1918, po czym 12 dnia tego miesiąca uciekł i dostał się do Wiednia.
25 listopada 1918 roku został przyjęty do Wojska Polskiego z byłej armii austro-węgierskiej, z zatwierdzeniem posiadanego stopnia podpułkownika, i przydzielony do Sztabu Generalnego w Warszawie. Został szefem sztabu (zastępcą) pełnomocnika wojskowego Rzeczypospolitej w Wiedniu. Podczas wojny polsko-bolszewickiej w czerwcu 1919 został zastępcą szefa sztabu Frontu Mazowieckiego. Od 16 sierpnia 1919 był zastępcą Przedstawiciela Wojskowego przy Komisariacie Generalnym RP w Wolnym Mieście Gdańsku. 29 maja 1920 roku został zatwierdzony z dniem 1 kwietnia 1920 roku w stopniu pułkownika, w kawalerii, w grupie oficerów byłej armii austriacko-węgierskiej. Pełnił wówczas służbę w Naczelnym Dowództwie Wojska Polskiego.
Z dniem 1 kwietnia 1922 roku został przeniesiony w stan spoczynku na podstawie orzeczenia Komisji Superrewizyjnej, jako inwalida z prawem noszenia munduru. 26 października 1923 roku Prezydent RP Stanisław Wojciechowski zatwierdził go w stopniu pułkownika. Później został zweryfikowany w tym stopniu ze starszeństwem z 1 czerwca 1919 roku w korpusie oficerów stanu spoczynku kawalerii.
W latach 20. jako emerytowany oficer zamieszkiwał w Warszawie. W 1934 roku pozostawał w ewidencji Powiatowej Komendy Uzupełnień Starogard. Posiadał przydział do Oficerskiej Kadry Okręgowej Nr VIII. Był wówczas „przewidziany do użycia w czasie wojny”. Zmarł we wrześniu 1936 w Gdańsku.

## Ordery i odznaczenia
- Krzyż Walecznych (trzykrotnie)
- Order Korony Żelaznej 3 klasy z dekoracją wojenną i mieczami (Austro-Węgry)[16]
- Krzyż Zasługi Wojskowej 3 klasy z dekoracją wojenną i mieczami (Austro-Węgry, 1915)[16][17]
- Srebrny Medal Zasługi Wojskowej Signum Laudis z mieczami na wstążce Krzyża Zasługi Wojskowej (Austro-Węgry)[16]
- Brązowy Medal Zasługi Wojskowej Signum Laudis z mieczami na wstążce Krzyża Zasługi Wojskowej (Austro-Węgry)[16]
- Krzyż Wojskowy Karola (Austro-Węgry)[16]
- Brązowy Medal Pamiątkowy Jubileuszowy dla Sił Zbrojnych (Austro-Węgry)[16]
- Krzyż Jubileuszowy Wojskowy (Austro-Węgry)[16]
- Krzyż Pamiątkowy Mobilizacji 1912–1913 (Austro-Węgry)[16]
- Krzyż Żelazny II klasy (Cesarstwo Niemieckie, 1916)[18]